# 美浜町 (福井県)
美浜町（みはまちょう）は、福井県三方郡に属する町。若狭地方東端に位置し、日本海に面している。

## 概要

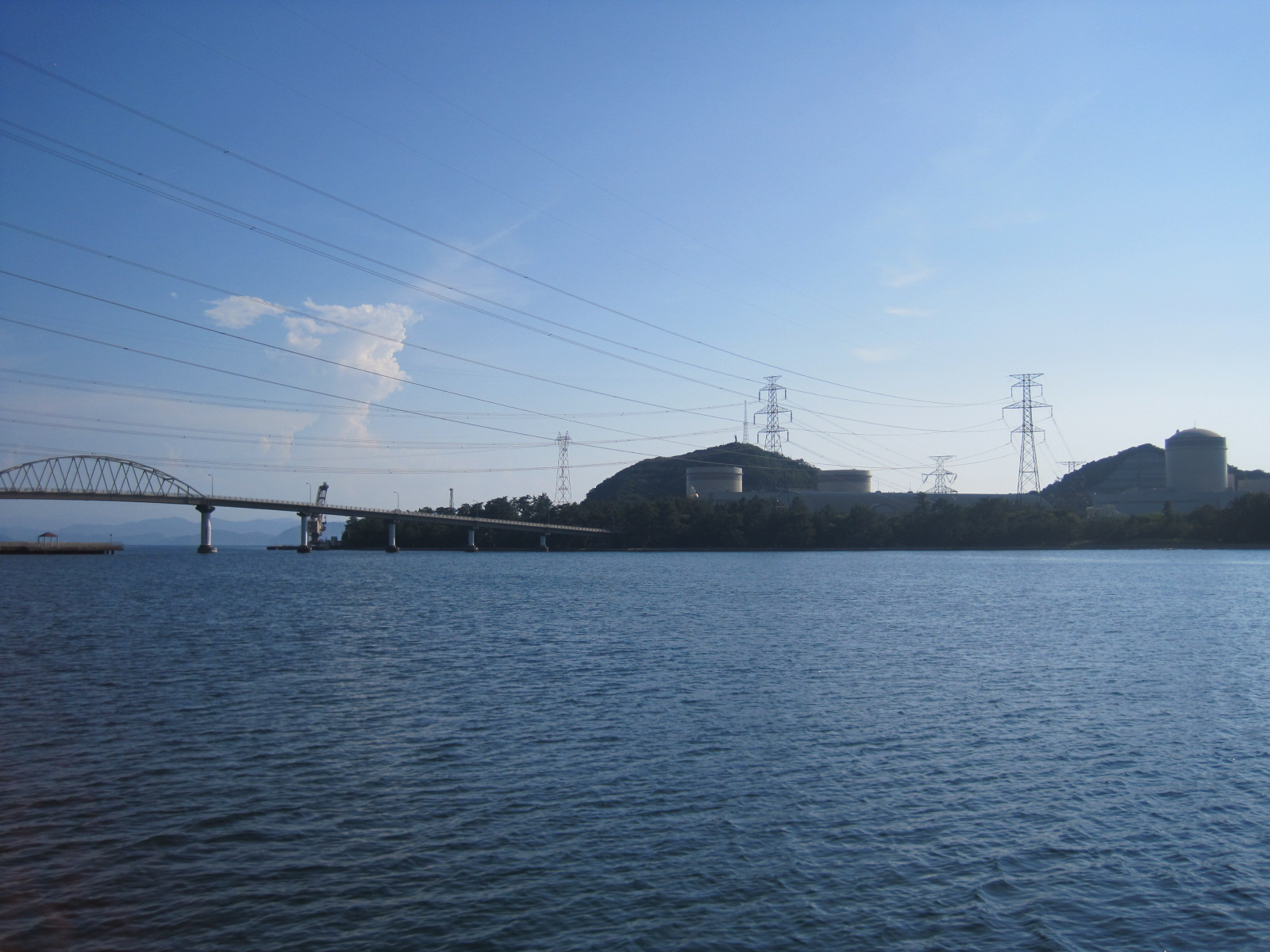
美浜発電所と丹生大橋

1954年（昭和29年）2月11日、北西郷村、南西郷村、耳村および山東村が合併して、美浜町が発足する。町名は弥美（みみ）の「美」と砂浜の「浜」を合成している。かつては三方町とともに三方郡を構成していたが、三方町が遠敷郡上中町と合併して若狭町となり、その際に三方上中郡を作ったため、現在では三方郡唯一の自治体である。
若狭地方の東端に位置しており、「若狭美浜」と表現されることもある。町の観光キャラクターは、「漁師の浜さん」「ふぐの美ちゃん」「へし子ちゃん」。

## 地理
福井県南西部、若狭国東端に位置し、海の背後に山がそびえる地形。若狭湾のリアス式海岸の一部を成し、東側に敦賀半島、西側に常神半島があり、通称美浜湾を覆うように町域がある。滋賀県境にある山々は800m級と比較的低い山々である。また、高島トレイルのルートでハイキング感覚で登山できる山である。若狭町との境界には三方五湖がある。南部から湾に流入する耳川の流域に平地が開ける。
山岳
- 大御影山 - 標高950m。嶺南地方の最高峰。
- 大谷山 - 標高813m。
- 三国岳 - 標高876m。
- 雲谷山 - 標高786m。
- 矢筈山 - 標高460m。
- 赤坂山 - 標高823m。関西百名山。
- 天王山 - 標高330m。
- 旗護山 - 標高318m。

河川
- 耳川

水域
- 若狭湾（通称は美浜湾）
- 三方五湖
  - 久々子湖
  - 日向湖

半島
- 常神半島
- 敦賀半島

### 気候
| 美浜（1991年 - 2020年）の気候      | 美浜（1991年 - 2020年）の気候 | 美浜（1991年 - 2020年）の気候 | 美浜（1991年 - 2020年）の気候 | 美浜（1991年 - 2020年）の気候 | 美浜（1991年 - 2020年）の気候 | 美浜（1991年 - 2020年）の気候 | 美浜（1991年 - 2020年）の気候 | 美浜（1991年 - 2020年）の気候 | 美浜（1991年 - 2020年）の気候 | 美浜（1991年 - 2020年）の気候 | 美浜（1991年 - 2020年）の気候 | 美浜（1991年 - 2020年）の気候 | 美浜（1991年 - 2020年）の気候 |
| 月                                 | 1月                           | 2月                           | 3月                           | 4月                           | 5月                           | 6月                           | 7月                           | 8月                           | 9月                           | 10月                          | 11月                          | 12月                          | 年                            |
| ---------------------------------- | ----------------------------- | ----------------------------- | ----------------------------- | ----------------------------- | ----------------------------- | ----------------------------- | ----------------------------- | ----------------------------- | ----------------------------- | ----------------------------- | ----------------------------- | ----------------------------- | ----------------------------- |
| 最高気温記録 °C （°F）             | 17.8 (64)                     | 21.3 (70.3)                   | 24.9 (76.8)                   | 29.9 (85.8)                   | 33.9 (93)                     | 36.7 (98.1)                   | 38.1 (100.6)                  | 38.2 (100.8)                  | 36.1 (97)                     | 31.5 (88.7)                   | 26.1 (79)                     | 23.8 (74.8)                   | 38.2 (100.8)                  |
| 平均最高気温 °C （°F）             | 7.8 (46)                      | 8.2 (46.8)                    | 11.9 (53.4)                   | 17.3 (63.1)                   | 22.1 (71.8)                   | 25.4 (77.7)                   | 29.7 (85.5)                   | 31.4 (88.5)                   | 27.4 (81.3)                   | 21.9 (71.4)                   | 16.5 (61.7)                   | 10.8 (51.4)                   | 19.2 (66.6)                   |
| 日平均気温 °C （°F）               | 4.3 (39.7)                    | 4.6 (40.3)                    | 7.6 (45.7)                    | 12.6 (54.7)                   | 17.5 (63.5)                   | 21.4 (70.5)                   | 25.6 (78.1)                   | 27.0 (80.6)                   | 23.1 (73.6)                   | 17.6 (63.7)                   | 12.2 (54)                     | 7.0 (44.6)                    | 15.0 (59)                     |
| 平均最低気温 °C （°F）             | 1.1 (34)                      | 0.9 (33.6)                    | 3.2 (37.8)                    | 7.8 (46)                      | 13.0 (55.4)                   | 17.8 (64)                     | 22.3 (72.1)                   | 23.5 (74.3)                   | 19.5 (67.1)                   | 13.6 (56.5)                   | 8.0 (46.4)                    | 3.3 (37.9)                    | 11.2 (52.2)                   |
| 最低気温記録 °C （°F）             | −6.0 (21.2)                   | −6.8 (19.8)                   | −4.1 (24.6)                   | −0.7 (30.7)                   | 4.2 (39.6)                    | 7.9 (46.2)                    | 14.2 (57.6)                   | 15.2 (59.4)                   | 10.1 (50.2)                   | 3.8 (38.8)                    | −0.7 (30.7)                   | −3.5 (25.7)                   | −6.8 (19.8)                   |
| 降水量 mm （inch）                 | 257.1 (10.122)                | 161.9 (6.374)                 | 148.1 (5.831)                 | 122.6 (4.827)                 | 141.0 (5.551)                 | 143.1 (5.634)                 | 192.7 (7.587)                 | 175.1 (6.894)                 | 226.3 (8.909)                 | 162.7 (6.406)                 | 170.7 (6.72)                  | 297.3 (11.705)                | 2,196.2 (86.465)              |
| 平均降水日数 （≥1.0 mm）           | 22.8                          | 17.9                          | 15.6                          | 12.0                          | 11.3                          | 11.4                          | 12.6                          | 9.8                           | 12.6                          | 12.7                          | 15.0                          | 21.2                          | 174.3                         |
| 平均月間日照時間                   | 61.5                          | 78.0                          | 133.5                         | 172.6                         | 190.8                         | 144.3                         | 161.2                         | 212.0                         | 151.0                         | 144.7                         | 106.9                         | 71.5                          | 1,628                         |
| 出典1：Japan Meteorological Agency |                               |                               |                               |                               |                               |                               |                               |                               |                               |                               |                               |                               |                               |
| 出典2：気象庁                      |                               |                               |                               |                               |                               |                               |                               |                               |                               |                               |                               |                               |                               |

## 地名
- 北地区…日向・笹田・早瀬
- 南地区…久々子・松原・郷市・金山・大薮・気山・矢筈
- 耳地区…和田・木野・佐柿・河原市・南市・栄・興道寺・佐野・上野・野口・雲谷・麻生・中寺・宮代・五十谷・安江・寄戸・新庄
- 東地区…坂尻・山上・佐田・太田・けやき台・北田・菅浜・竹波・丹生

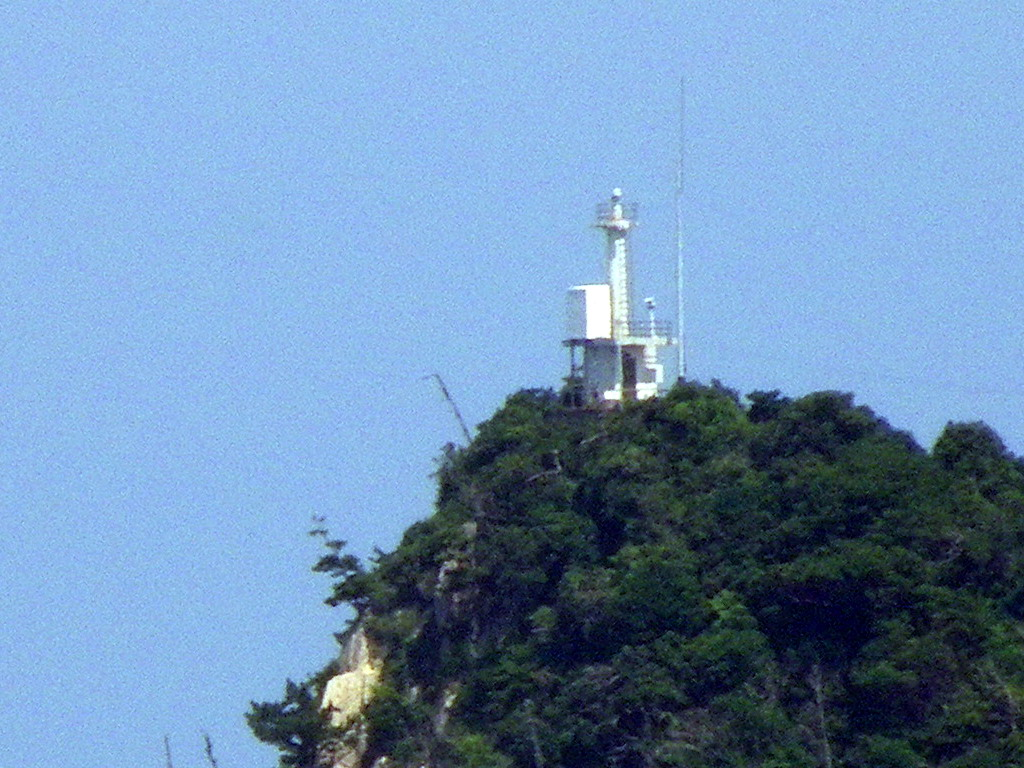
舟通埼灯台
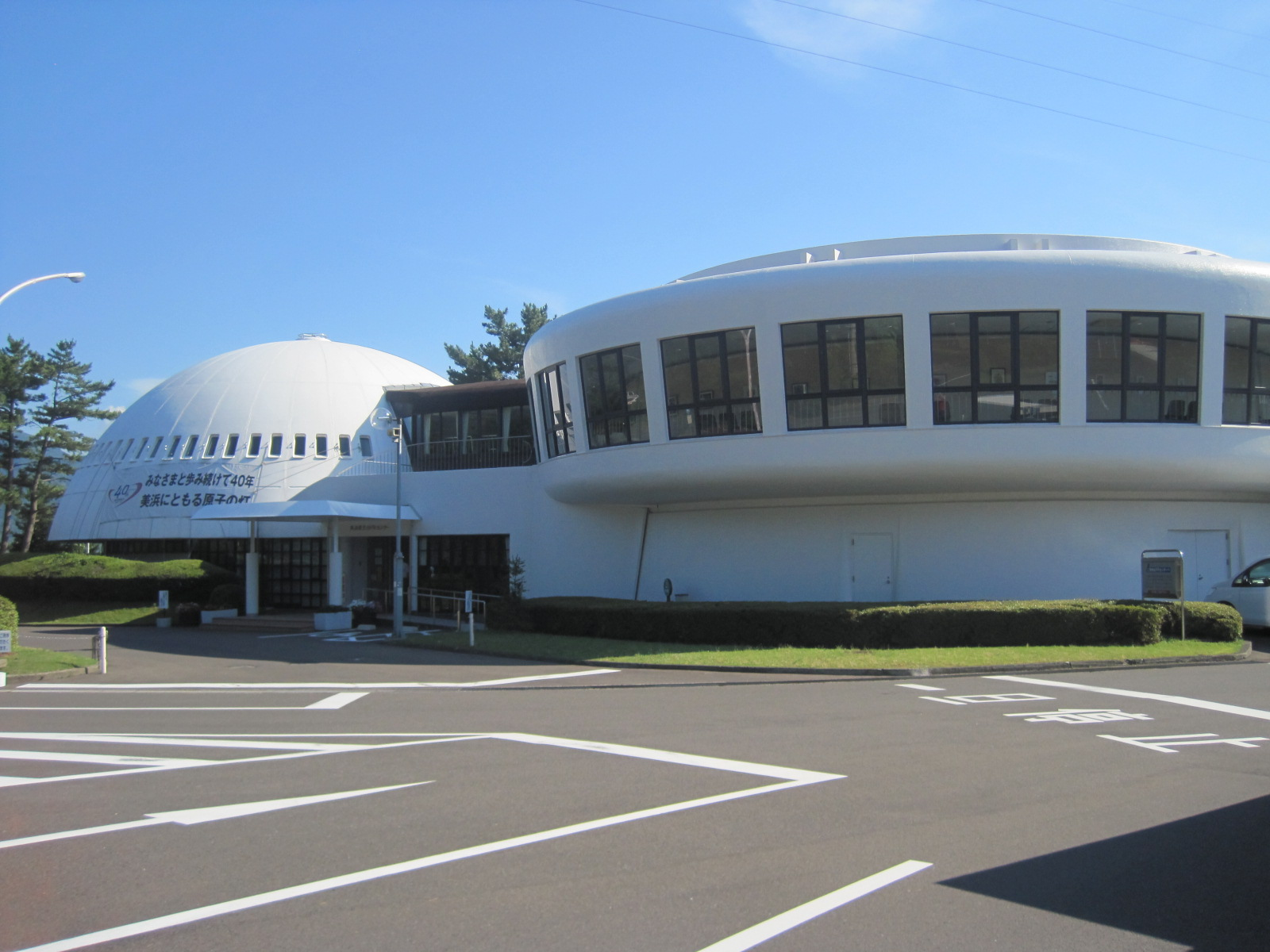
美浜原子力PRセンター
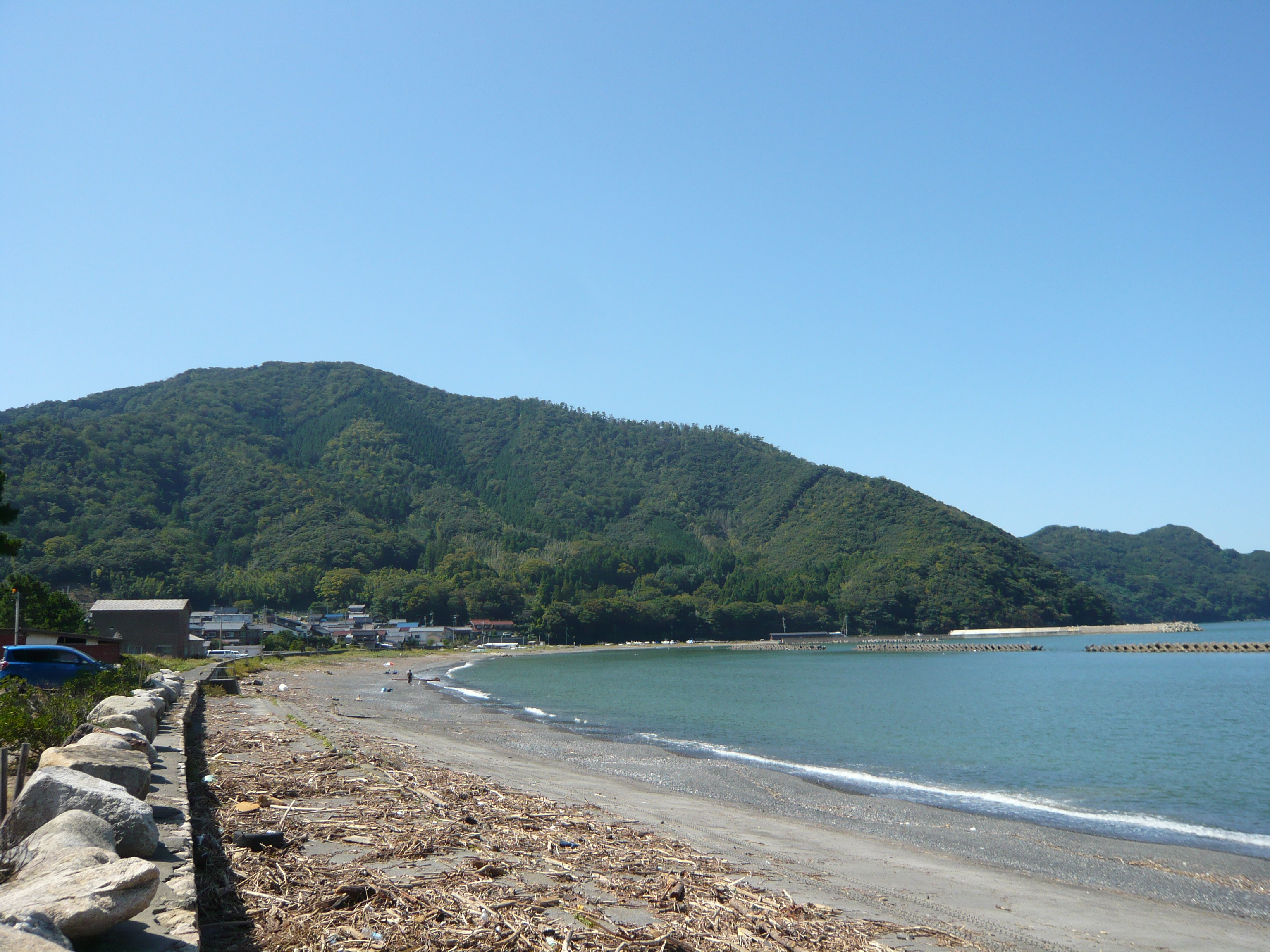
坂尻海水浴場
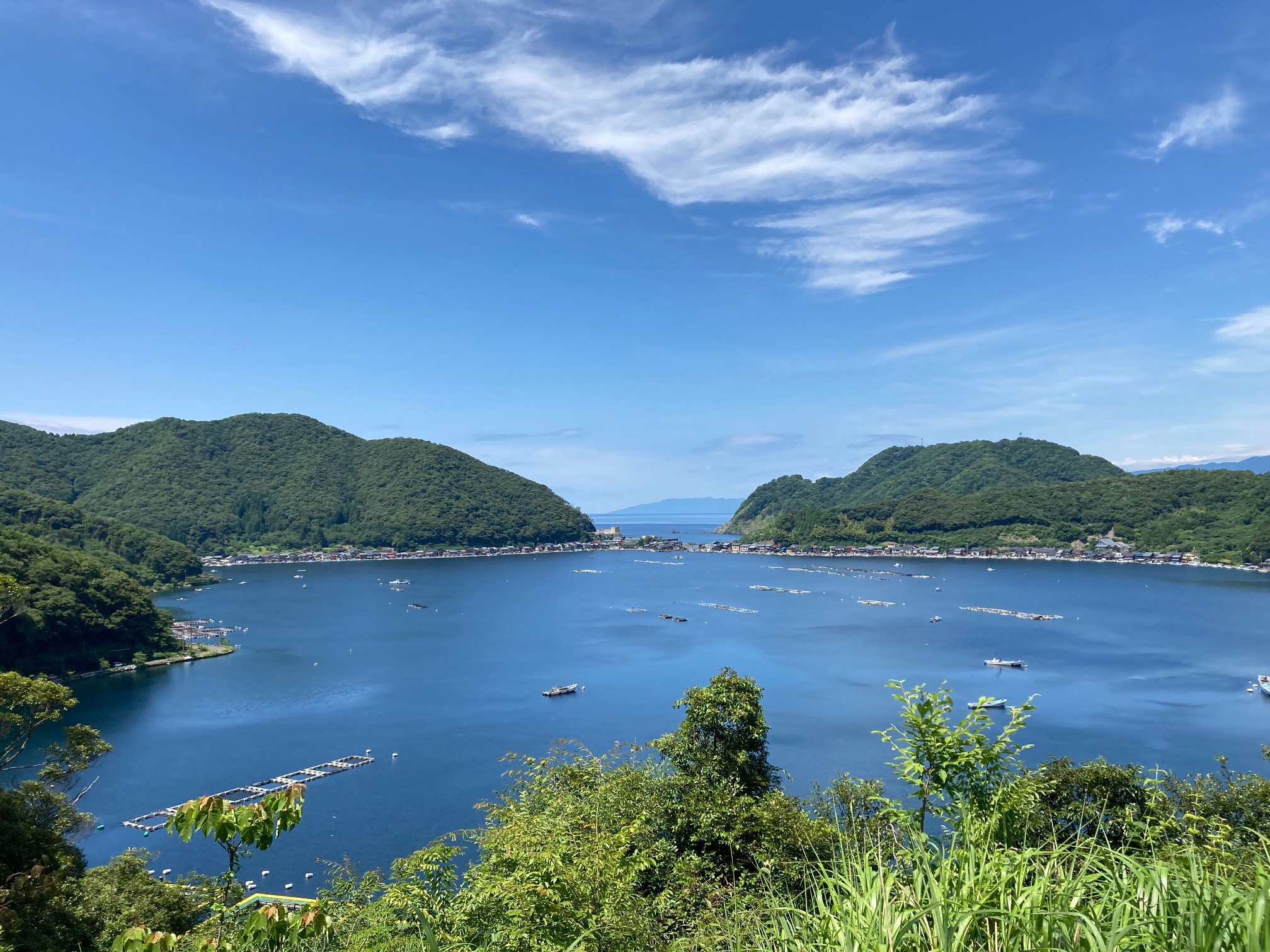
日向湖と日向集落

## 人口
| |                                        |  |
| 美浜町と全国の年齢別人口分布（2005年） | 美浜町の年齢・男女別人口分布（2005年） |  |
| ■紫色 ― 美浜町 ■緑色 ― 日本全国 | ■青色 ― 男性 ■赤色 ― 女性              |  |
| 美浜町（に相当する地域）の人口の推移 \| 1970年（昭和45年） \| 13,157人 \| \| \| 1975年（昭和50年） \| 13,092人 \| \| \| 1980年（昭和55年） \| 13,036人 \| \| \| 1985年（昭和60年） \| 13,384人 \| \| \| 1990年（平成2年） \| 13,222人 \| \| \| 1995年（平成7年） \| 12,362人 \| \| \| 2000年（平成12年） \| 11,630人 \| \| \| 2005年（平成17年） \| 11,023人 \| \| \| 2010年（平成22年） \| 10,563人 \| \| \| 2015年（平成27年） \| 9,914人 \| \| \| 2020年（令和2年） \| 9,179人 \| \| |                                        |  |
| 総務省統計局 国勢調査より |                                        |  |
| 1970年（昭和45年） | 13,157人                               |  |
| 1975年（昭和50年） | 13,092人                               |  |
| 1980年（昭和55年） | 13,036人                               |  |
| 1985年（昭和60年） | 13,384人                               |  |
| 1990年（平成2年） | 13,222人                               |  |
| 1995年（平成7年） | 12,362人                               |  |
| 2000年（平成12年） | 11,630人                               |  |
| 2005年（平成17年） | 11,023人                               |  |
| 2010年（平成22年） | 10,563人                               |  |
| 2015年（平成27年） | 9,914人                                |  |
| 2020年（令和2年） | 9,179人                                |  |

### 健康
- 平均年齢 51.4歳（2020年国勢調査）

## 歴史

### 年表
- 1954年2月11日 - 三方郡北西郷村、南西郷村、耳村及び山東村が合併して、三方郡美浜町が発足する。
- 1968年5月20日 - 三方五湖レインボーライン開通。
- 1969年4月1日 - 三方町気山（現若狭町）に福井県立美方高等学校が開校。
- 1974年2月 - 丹生でアオノリの養殖に成功。
- 1977年4月 - 河原市の美浜町立耳中学校跡地に美浜町中央公民館を開設。
- 1979年8月 - 「美浜町民の歌」および「若狭美浜音頭」を制定。
- 1980年12月12日 - 日向の綱引き行事（水中綱引き）が国の選択無形民俗文化財に選択。
- 1981年11月1日 - 障害者勤労施設「はこべの家」が河原市に開所。
- 1985年3月2日 - 福井県道33号白木トンネル開通。
- 1988年
  - 6月18日 - 第1回美浜五木マラソン開催。（第5回から「美浜五木ひろしマラソン」に改称）
  - 8月10日 - 石門郷（台湾）と姉妹都市提携調印。
- 1990年
  - 3月31日～4月2日 - 第1回美浜町国際野外彫刻ビエンナーレ開催。
- 1990年10月28日 - 松原の海岸に木造小型船漂着。船内から2遺体と乱数表、換字表、ゴムボート等を発見。
- 1991年10月31日 - 丹生湾に海洋牧場完成。
- 1993年4月15日 - 国道27号金山バイパスが佐田までの全線で開通。（片側1車線の暫定開通）
- 1994年12月 - 新本庁舎および敦賀美方消防組合敦賀消防署美浜分署（現・美浜消防署）新庁舎が完成。
- 1997年1月 - ロシアのタンカー「ナホトカ号」の重油流出。漂着量は福井県では三国町（現坂井市）に次ぐ量。
- 1998年4月 - 町保健福祉センター「はあとぴあ」開所。
- 1998年8月14日 - 集中豪雨発生。町内の最大雨量が1時間当たり93mmに達する。各地で土砂崩れなどの被害。
- 1999年3月 - 郷市の旧本庁舎跡地に関西電力若狭支社社屋が落成、丹生より移転。
- 2000年 - 町内でケーブルテレビの工事始まる。工事完了世帯からサービス放送開始。
- 2001年2月 - 美方ケーブルネットワーク開局。音声による有線放送終了。
- 2003年
  - 3月15日 - 西日本旅客鉄道（JR西日本）小浜線が直流電化される。
  - 4月 - 「若狭路博2003 〜水と炎の千年祭」が開幕。
  - 9月13日 - 美浜東バイパスが佐田 - 山上間で暫定開通。
  - 9月14日 - 若狭路博2003メインイベント開幕（10月13日閉幕）。
  - 11月9日 - 美浜町産業祭を最後に若狭路博2003のすべての連携イベントが終了し、閉幕。
- 2004年2月11日 - 町制施行50周年記念式典開催。
- 2005年3月 - コミュニティバス「ブルースカイ」の運行を開始。
- 2005年
  - 8月13日 - 集中豪雨が発生。1時間の雨量が100mmに達する。一部で土砂崩れにより孤立状態に。
  - 11月8日 - 三方五湖がラムサール条約指定湿地になる。
  - 11月27日 - 武力攻撃事態等における国民の保護のための措置に関する法律に基づく全国初の実動訓練を実施（主催は内閣官房、福井県、美浜町、敦賀市）。
- 2006年
  - 3月5日 - 任期満了に伴う町議会議員選挙を実施。最下位当選者2人の得票が同数のため、くじ引きで当選者を決定。
  - 10月1日 - コミュニティバスが耳地区（新庄線）、北西郷地区（日向線）にも路線を開設。
- 2014年7月20日 - 舞鶴若狭自動車道・若狭美浜IC供用開始[3]。

### 原発に関する年表
- 1962年9月25日 - 関西電力が、敦賀半島の原子炉設置2地点のうち、美浜町側を日本原子力発電から譲り受けて原子力発電所の建設を行うと発表。
- 1966年12月1日 - 内閣総理大臣（当時）の佐藤榮作、関西電力の美浜発電所設置を許可。
- 1967年8月21日 - 関西電力原子力事業本部美浜発電所1号機（以下、美浜1号機）の建設工事着工。
- 1968年12月19日 - 関西電力原子力事業本部美浜発電所2号機（以下、美浜2号機）の建設工事着工。
- 1970年
  - 7月29日 - 美浜1号機臨界
  - 8月8日 - 日本原子力発電敦賀発電所1号機とともに、大阪府吹田市で開催された日本万国博覧会へ試験送電開始。
  - 8月15日 - 町が関西電力に対し、美浜発電所3号機（以下、美浜3号機）の増設を要請。
  - 11月28日 - 美浜1号機（出力34.0万kW）の営業運転開始[4]。
- 1972年
  - 6月14日 - 美浜1号機で蒸気発生器の細管損傷による放射能漏洩事故発生。
  - 7月25日 - 美浜2号機（出力50.0万kW）の営業運転開始[4]。
  - 7月31日 - 美浜3号機の建設工事着工（1976年12月完工）。
- 1976年
  - 12月1日 - 美浜3号機（出力82.6万kW）営業運転開始[4]。
  - 12月7日 - 美浜1号機の燃料棒折損事故発覚。
- 1982年
  - 5月1日 - 町議会、動力炉・核燃料開発事業団（現日本原子力研究開発機構）の高速増殖炉「もんじゅ」の建設に同意。
  - 12月2日 - 第2回福井県原子力防災訓練実施。
- 1988年1月22日 - 福井県と町が関西電力に対し、美浜1号機でのプルサーマル計画少数体試験を了承。
- 1989年8月25日 - 第3回福井県原子力防災訓練実施。
- 1991年2月9日 - 美浜2号機で蒸気発生器細管破断事故発生。緊急炉心冷却装置（ECCS）が作動。
- 1994年10月13日 - 美浜2号機、営業運転再開。
- 2002年3月30日 - 町内では初めて、住民が参加した原子力防災訓練を実施。
- 2004年8月9日 - 美浜3号機で2次冷却水の漏れ発生。11人死傷。
- 2005年7月25日 - 美浜3号機の事故を受け、関西電力が郷市の若狭支社に本店から原子力事業本部を移転。組織改編により若狭支社は廃止。
- 2006年5月26日 - 福井県が美浜3号機の運転再開を了承。
- 2007年2月7日 - 2004年8月の事故以降停止していた美浜3号機の営業運転再開。

## 行政

### 歴代町長
- 初代 綿田捨三
- 2代 原田平吉
- 3代 平野厳
- 4代 綿田光雄
- 5代 山口治太郎
- 6代 戸嶋秀樹

### 行政組織
- 総務課
- まちづくり推進課
- エネルギー政策課
  - 危機管理対策室
- 税務課
- 住民環境課
- 健康福祉課
- こども未来課
- 観光誘客課
- 産業政策課
- 土木建築課
- 教育総務課
- 生涯学習推進課
- 上下水道課
- 出納室
- 議会事務局

### 町民指標
- 自然を愛し清潔で美しい町を作りましょう
- きまりを守り健康で明るい町を作りましょう
- 勤労をとうとび活力ある豊かな町を作りましょう
- 教養を高め未来をひらく文化の町を作りましょう
- いつも笑顔であいさつし心のふれあう住みよい町を作りましょう

### 空き家対策
- 空き家対策協議会−2016年（平成28年）6月に空き家対策特別措置法を受け発足[5]。
- 官民連携の空き家対策-2016年（平成28年）11月に美浜町とNPO法人ふるさと福井サポートセンターが美浜町空家等対策に関する連携協定を締結[5]。
- 移住体験施設の整備ーお試し移住が体験できる移住体験施設黄舎を整備[6]。

### 姉妹都市
- 石門区（台湾新北市）
- 川辺町（岐阜県加茂郡） - レガッタが縁で協定を締結

## 教育
2004年（平成16年）7月23日、国立大学法人福井大学と「相互友好協力協定」を締結した。産業、文化、教育、学術の分野で協力し、相互発展につなげる目的である。

### 保育園
2007年4月から4か所に統合された。
- みずうみ保育園（金山）
- せせらぎ保育園（河原市）
- あおなみ保育園（佐田）
- はまかぜ保育園（丹生）休園

### 小学校
2015年（平成27年）4月、それまでの7小学校が3小学校に統合される小学校再編が行われた。
- 美浜町立美浜西小学校（金山） - 2015年（平成27年）4月に美浜北小学校と美浜南小学校を統合して開校[7]。
- 美浜町立美浜中央小学校（河原市） - 2015年（平成27年）4月に新庄小学校と弥美小学校を統合して開校[7]。
- 美浜町立美浜東小学校（佐田） - 2015年（平成27年）4月に美浜東小学校と菅浜小学校と丹生小学校を統合して開校[7]。

### 中学校
- 美浜町立美浜中学校（麻生）

## 施設

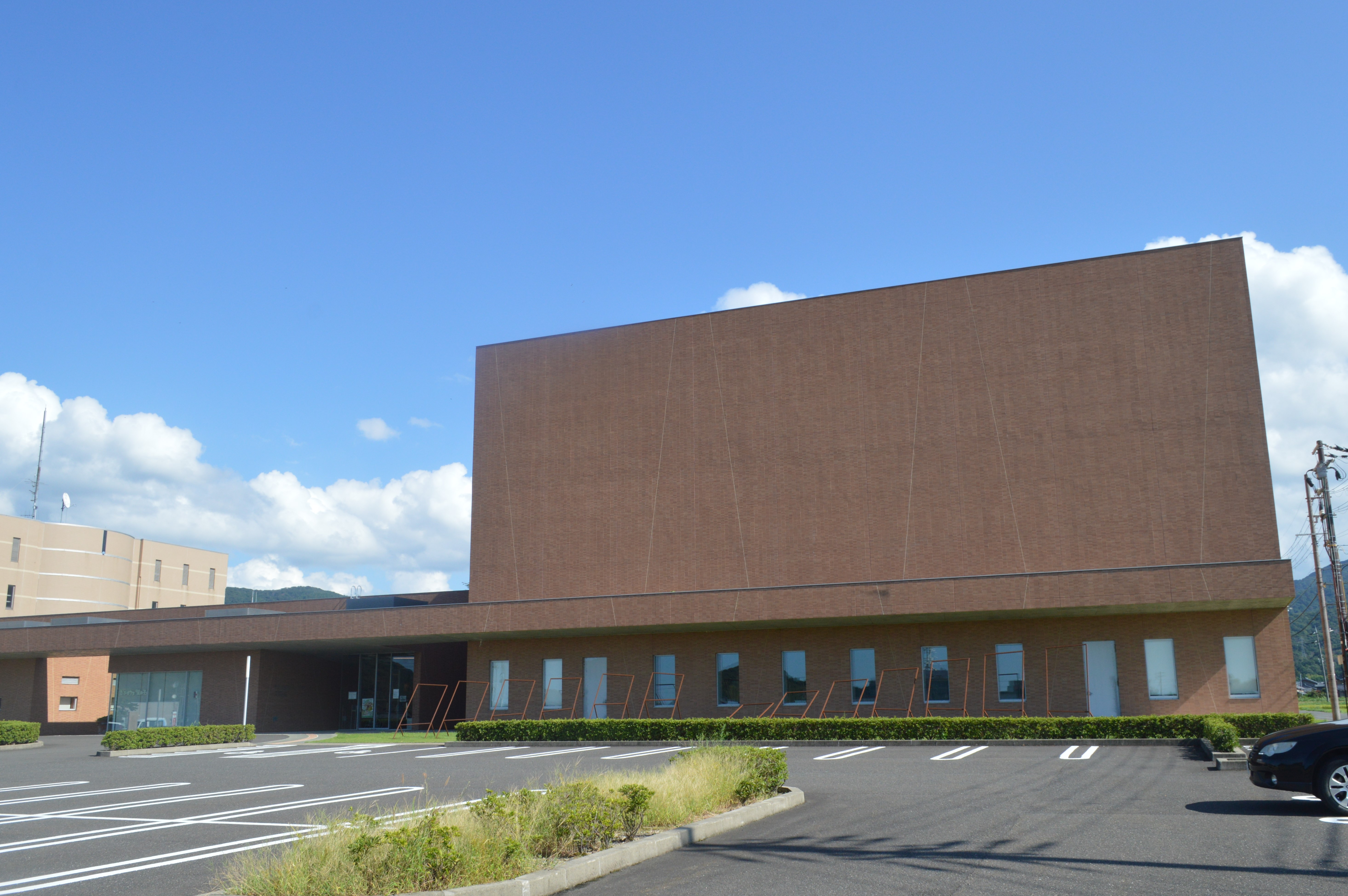
美浜町生涯学習センターなびあす

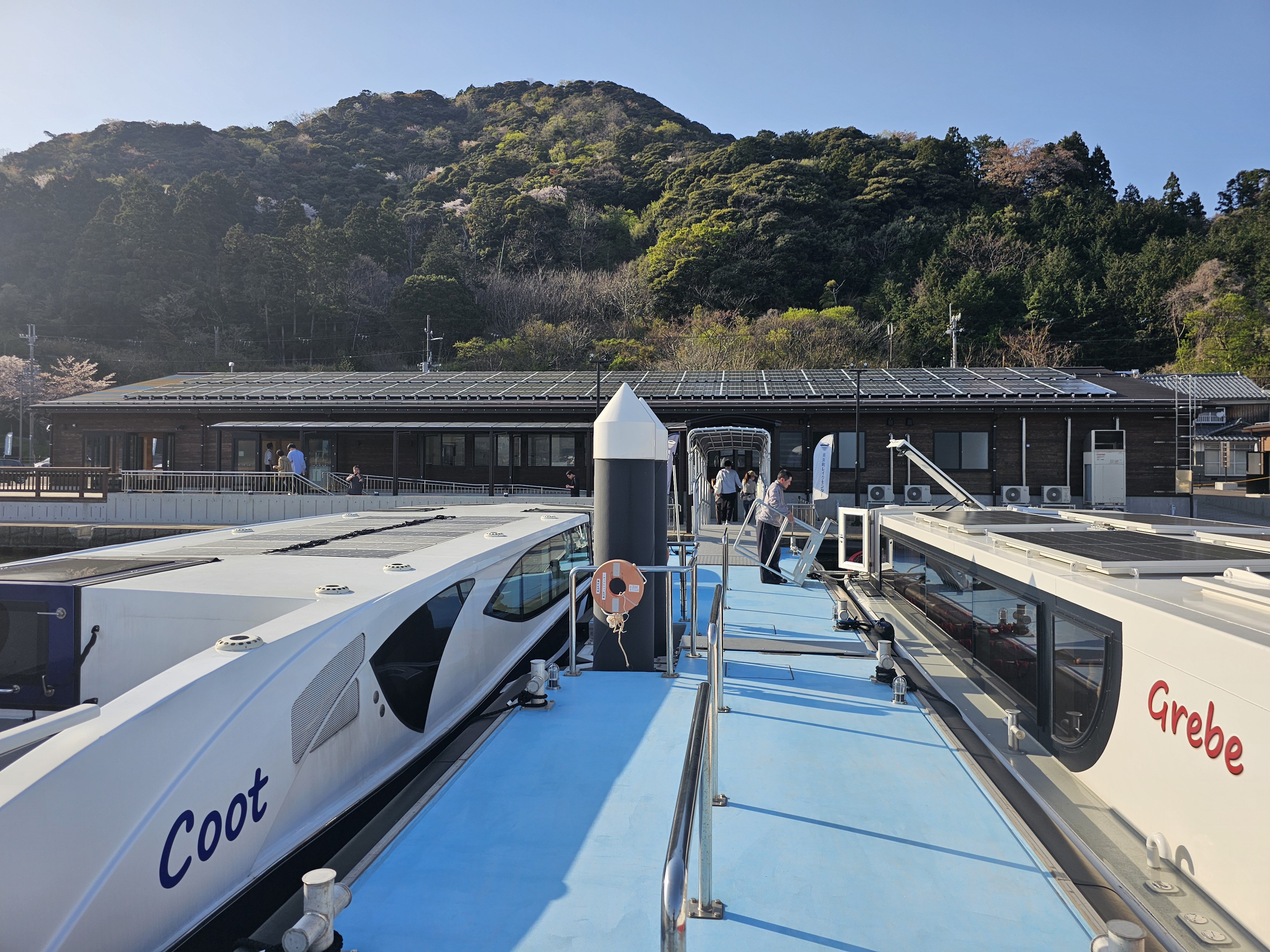
美浜レイクセンター桟橋

- 道の駅若狭美浜はまびより（松原・JR美浜駅前）
- 美浜町レイクセンター（日向）
- 美浜町保健福祉センターはあとぴあ（郷市）
- 東部診療所（山上）
- 丹生診療所（丹生）
- 特別養護老人ホーム 湖岳の郷（金山）
- 美浜町ゆうあいひろば（松原）
- 勤労者体育センター（久々子）
- 美浜町中央公民館（河原市）
- 美浜町総合運動公園（久々子）
  - 美浜町総合体育館（久々子）
- 美浜町生涯学習センターなびあす（郷市）
- 美浜町立図書館（郷市）
- 美浜斎苑（和田）
- 美方ケーブルネットワーク（久々子）
- レイクヒルズ美方病院（若狭町気山）
- 一般廃棄物処理施設　エコクル美方（若狭町向笠）
- 福井県園芸試験場（金山）
- 福井県久々子湖ボートコース（久々子）
- 福井県立三方青年の家ボートハウス（笹田）

## 生活

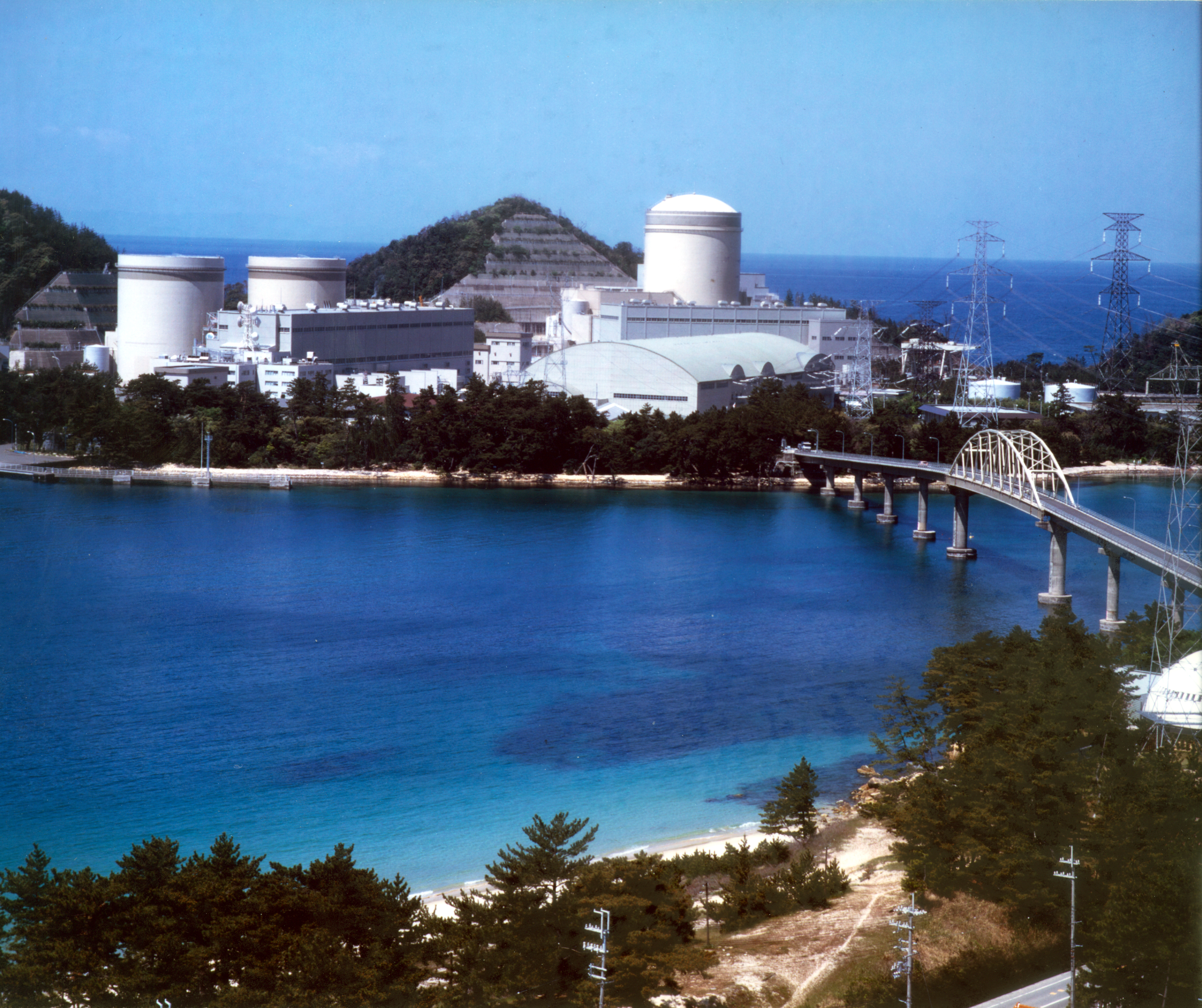
美浜発電所

### 郵便
- 美浜郵便局（郷市） ※管轄エリア：東地区以外…919-11XX
- 山東郵便局（佐田） ※管轄エリア：東地区…919-12XX
- 早瀬郵便局（早瀬）
- 南西郷郵便局（金山）

### 電話
- 東地区以外…0770-32-XXXX
- 下記以外の東地区…0770-38-XXXX
- 東地区のうち丹生・竹波…0770-39-XXXX　※敦賀市白木含む

### 情報
- 美方ケーブルネットワーク
  - 町の行政放送によって町民にお知らせが告知される。
  - 訃報、集落ごとに告知される情報及び学校より放送される場合には加入者宅に設置される音声告知機が用いられる。
- 2001年頃から各集落ごとに防災無線が設置された。2002年3月に実施された原子力防災訓練のほかには目立って使用されていない。なお、無線の稼動状況を確認するために、毎日11:30と17:00に時報代わりの音楽を放送している。

### 金融機関
- 福井県農業協同組合（旧敦賀美方農業協同組合）
  - みはま基幹支店（河原市）
  - みはま南支店（郷市）
  - みはま東支店（佐田）
- 敦賀信用金庫美浜支店（郷市）
- 福井銀行美浜支店（河原市）
- 福邦銀行美浜支店（郷市）

### 警察
- 福井県警察敦賀警察署
  - 美浜交番（河原市）
    - 早瀬駐在所（早瀬）
    - 美浜丹生駐在所（丹生）

### 発電所
福井県のうち美浜町以西は、北陸電力送配電ではなく関西電力送配電のサービスエリアになる。
- 関西電力
  - 関西電力原子力事業本部美浜発電所
  - 関西電力耳川発電所（水力発電所、認可出力1300kW）[8]

### 上水道
- 上水道：北・南・耳地区（新庄以外）
- 簡易水道：丹生・竹波・菅浜・東地区・新庄（松屋・浅ヶ瀬・奥・雲谷以外）
- 飲供施設：松屋・浅ヶ瀬・奥・雲谷

### 下水道
- 公共下水道
  - 整備済：早瀬・笹田・久々子・矢筈・松原・気山・大藪・金山・久保・郷市・河原市・木野・栄・中寺・上野・興道寺
  - 工事中：南市・麻生・野口・佐野
  - 計画中：宮代・安江・五十谷・寄戸・小倉
- 農業集落排水処理施設（農林水産省所管）
  - 整備済：和田・佐柿・坂尻・山上・太田・佐田・北田・竹波
  - 着手済：新庄
- 漁業集落排水処理施設（農林水産省水産庁所管）
  - 整備済：日向・菅浜・丹生

## 交通

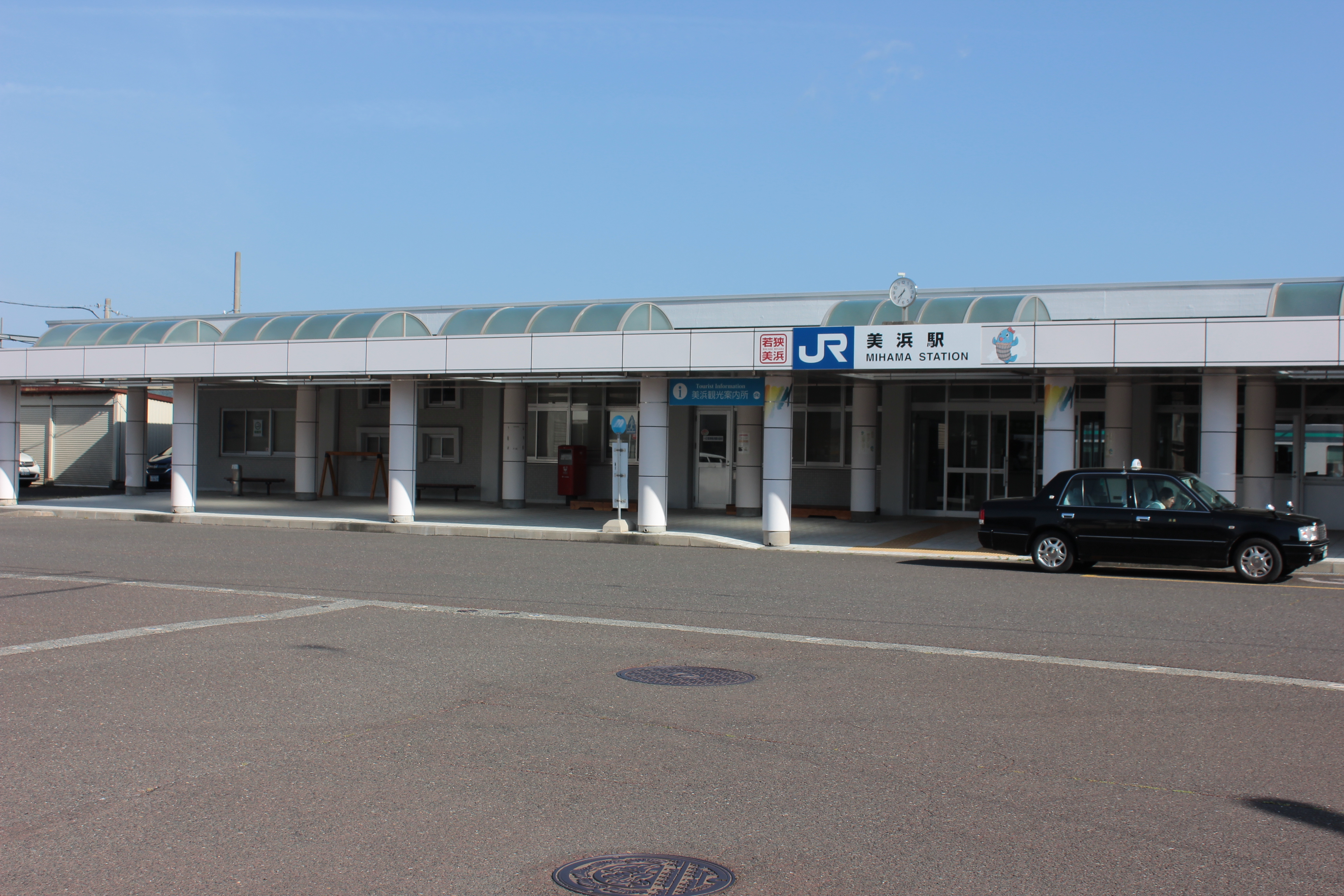
JR小浜線美浜駅

東西を国道27号が貫く。山東地区では美浜東バイパスの整備も進み、若狭路博2003にあわせて2003年9月に一部の供用を開始、2009年に全線開通した。（片側1車線の暫定開通）南側は林道によって滋賀県高島市に抜けることができるが、未整備の部分が多い。敦賀方面へのルートは、E27舞鶴若狭自動車道・国道27号・福井県道33号・福井県道225号の4ルートが存在する。若狭町への主なルートは舞鶴若狭自動車道・国道27号と若狭広域農道（通称「若狭梅街道」）、かつて有料道路であった三方五湖レインボーラインである。

### 鉄道
西日本旅客鉄道（JR西日本）
- 小浜線：東美浜駅 - 美浜駅

### 路線バス
- 福井鉄道（福鉄バス）
  - 若狭線
- 美浜町コミュニティバス
  - 丹生線「ブルースカイ」
  - 新庄線「やまびこ」
  - 日向線「ゆうなぎ」

### 道路

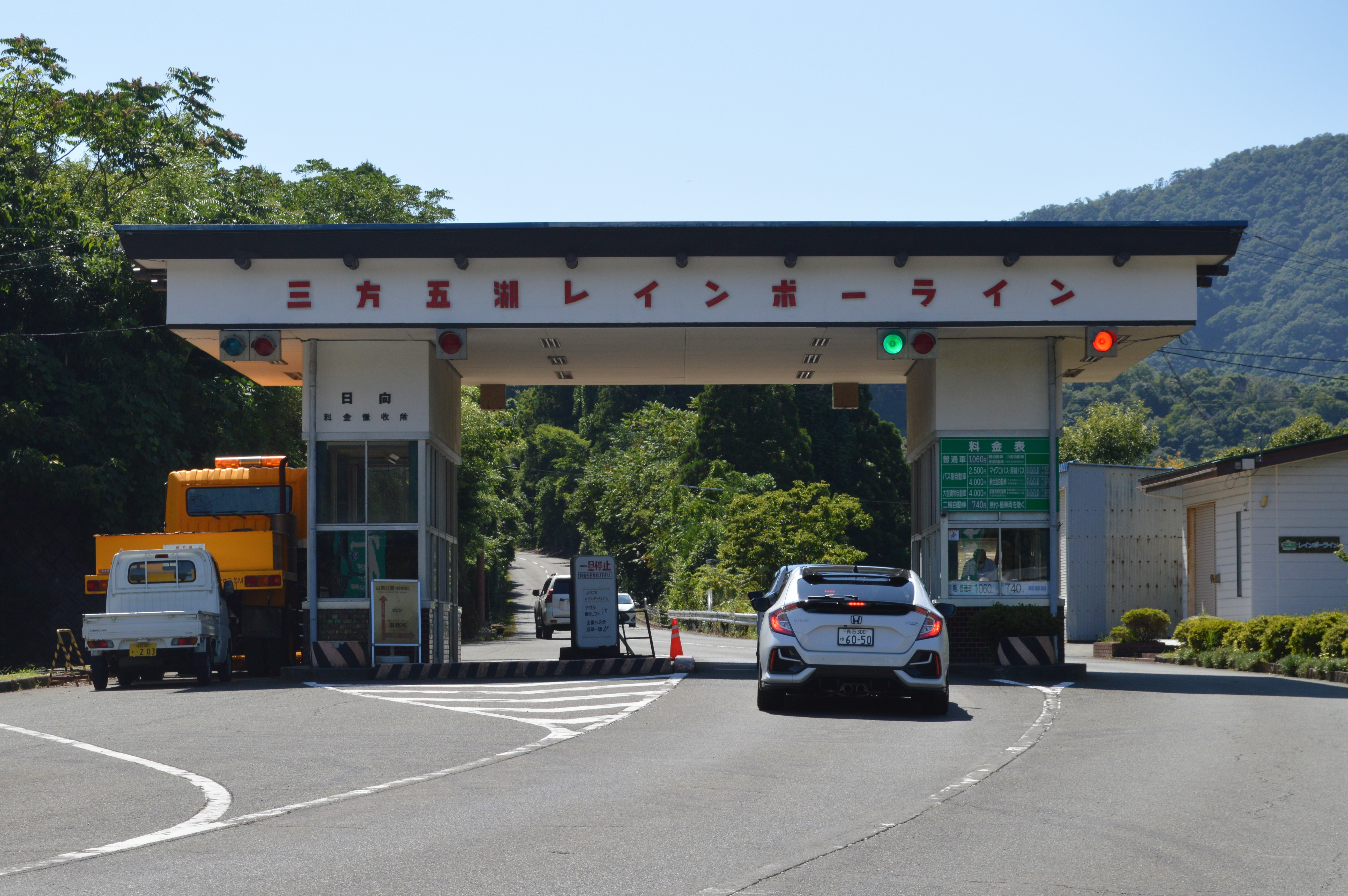
三方五湖レインボーライン

#### 有料道路
- E27 舞鶴若狭自動車道
  - （三方上中郡若狭町） - (14)若狭美浜IC - （敦賀市）

#### 国道
- 国道27号
  - 美浜東バイパス

#### 県道
- 福井県道33号佐田竹波敦賀線
- 福井県道118号東美浜停車場線
- 福井県道141号竹波立石縄間線
- 福井県道213号松屋河原市線
- 福井県道214号日向郷市線
- 福井県道215号久々子金山線
- 福井県道225号敦賀美浜線
- 福井県道233号美浜停車場線
- 福井県道273号三方五湖レインボーライン線 - 2022年（令和4年）10月に無料開放された。

#### 道の駅
- 若狭美浜はまびより

## 文化

### 食文化

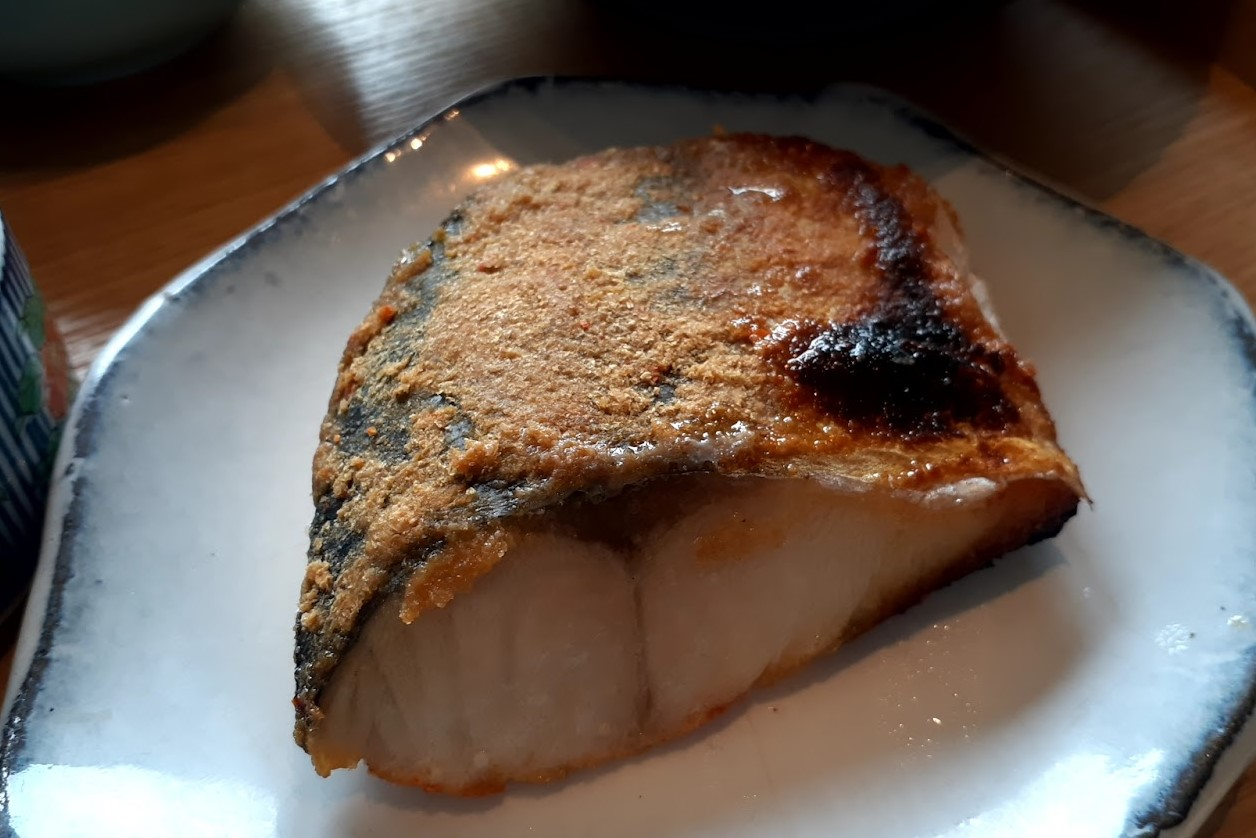
鯖のへしこ

郷土料理として鯖のへしこが知られる。冬は特産のフグを前面に押し出したキャンペーンを展開している。

### スポーツ
スポーツとしてはボート競技のレガッタが盛んである。1968年（昭和43年）に開催された第23回国民体育大会（福井国体）をきっかけに、久々子湖に福井県立の漕艇場が整備された。美浜町立美浜中学校、福井県立美方高等学校（若狭町）、福井県立敦賀工業高等学校（敦賀市）にそれぞれ漕艇部があるほか、毎年10月には美浜町民レガッタが開催され、有志がクルーを組んで大会に参加している。

#### 美浜町民レガッタ

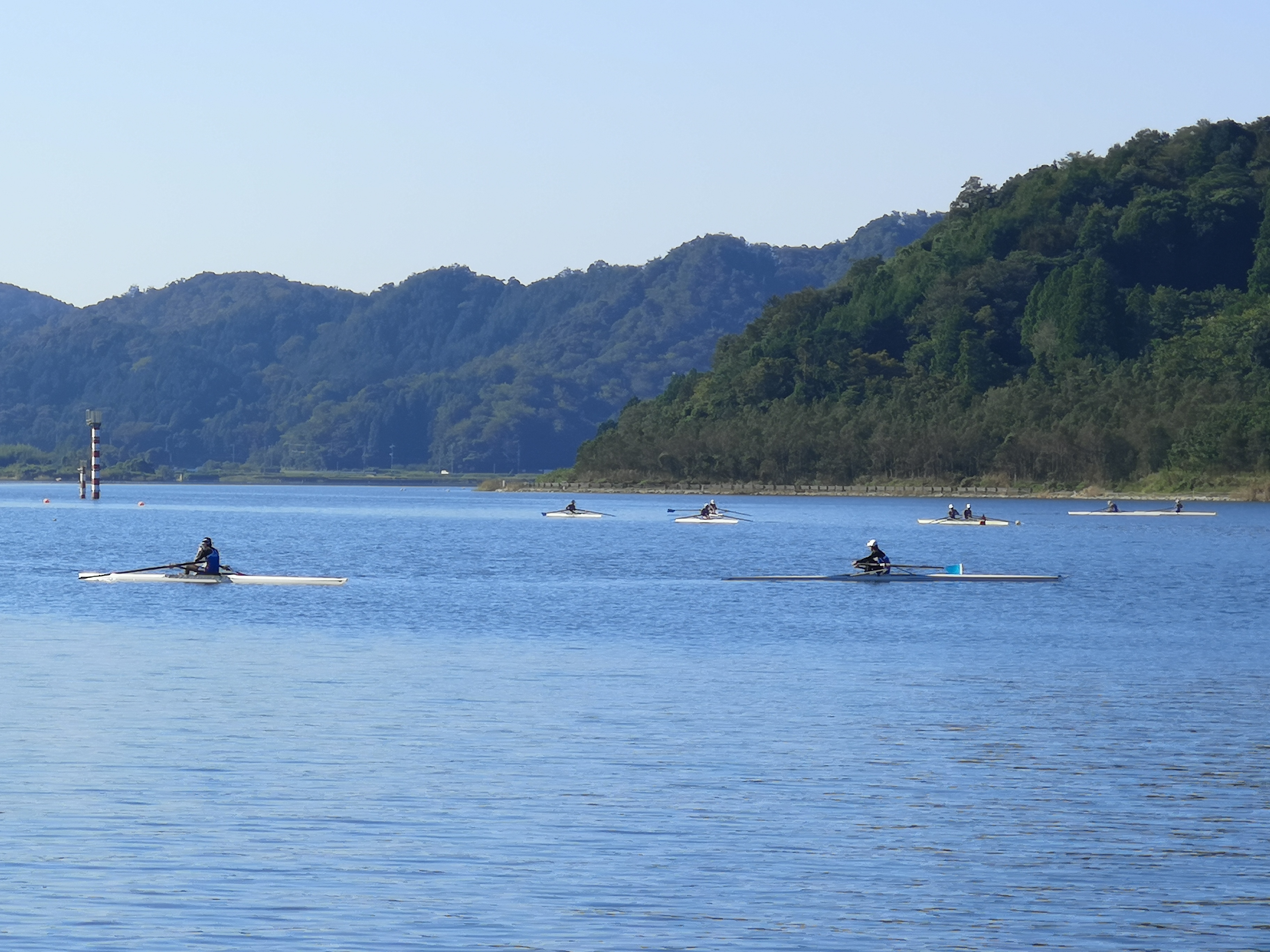
久々子湖でのレガッタ

福井国体20周年を契機として、1988年（昭和63年）にはボートが美浜町の町技に決められた。地域の活性化とボート競技の拡大
及び、町民にボート競技を親しんでもらうため、同年に「第1回美浜町民レガッタ」が開催された。

### 映画ロケ地
1928年（昭和3年）に公開された松竹映画『海国記』は和田で撮影され、和田の住民もエキストラとして参加した。この作品は衣笠貞之助が監督を務め、田中絹代などが出演している。
1956年（昭和31年）に公開された美空ひばり主演の映画『ふり袖太平記』は松原海岸でもロケが行われた。後に五木ひろしとなる松山数夫少年も松原海岸におけるロケを見学していた。
1985年（昭和60年）に公開された高倉健主演の映画『夜叉』は日向でもロケが行われ、高倉健やビートたけしが美浜町に滞在した。
2014年（平成26年）に公開されたさだまさし原作の映画『サクラサク』は、早瀬の瑞林寺や早瀬川、日向の街並み、菅浜の桟橋などがロケ地となった。

## 名所・旧跡・観光スポット

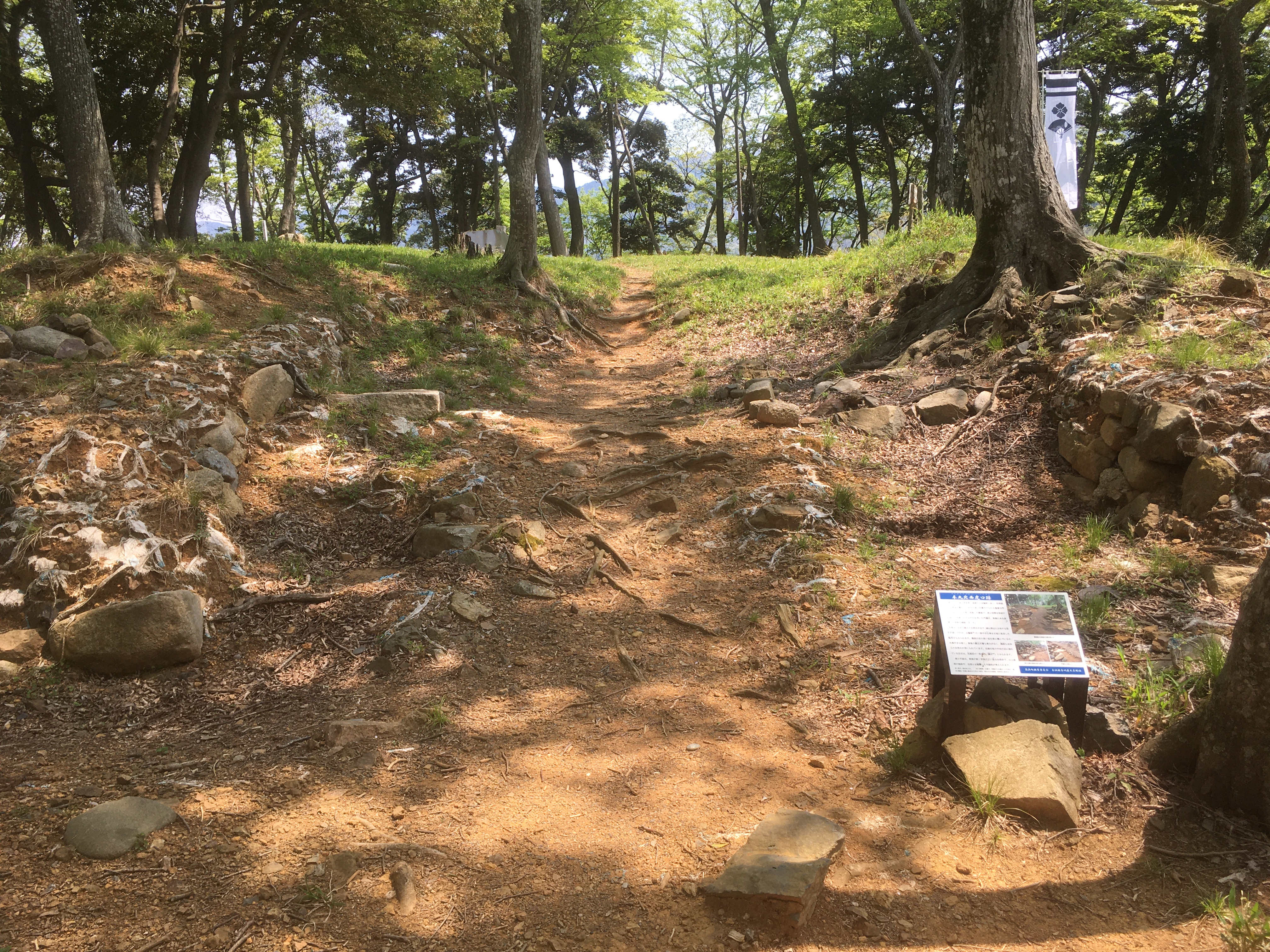
国吉城

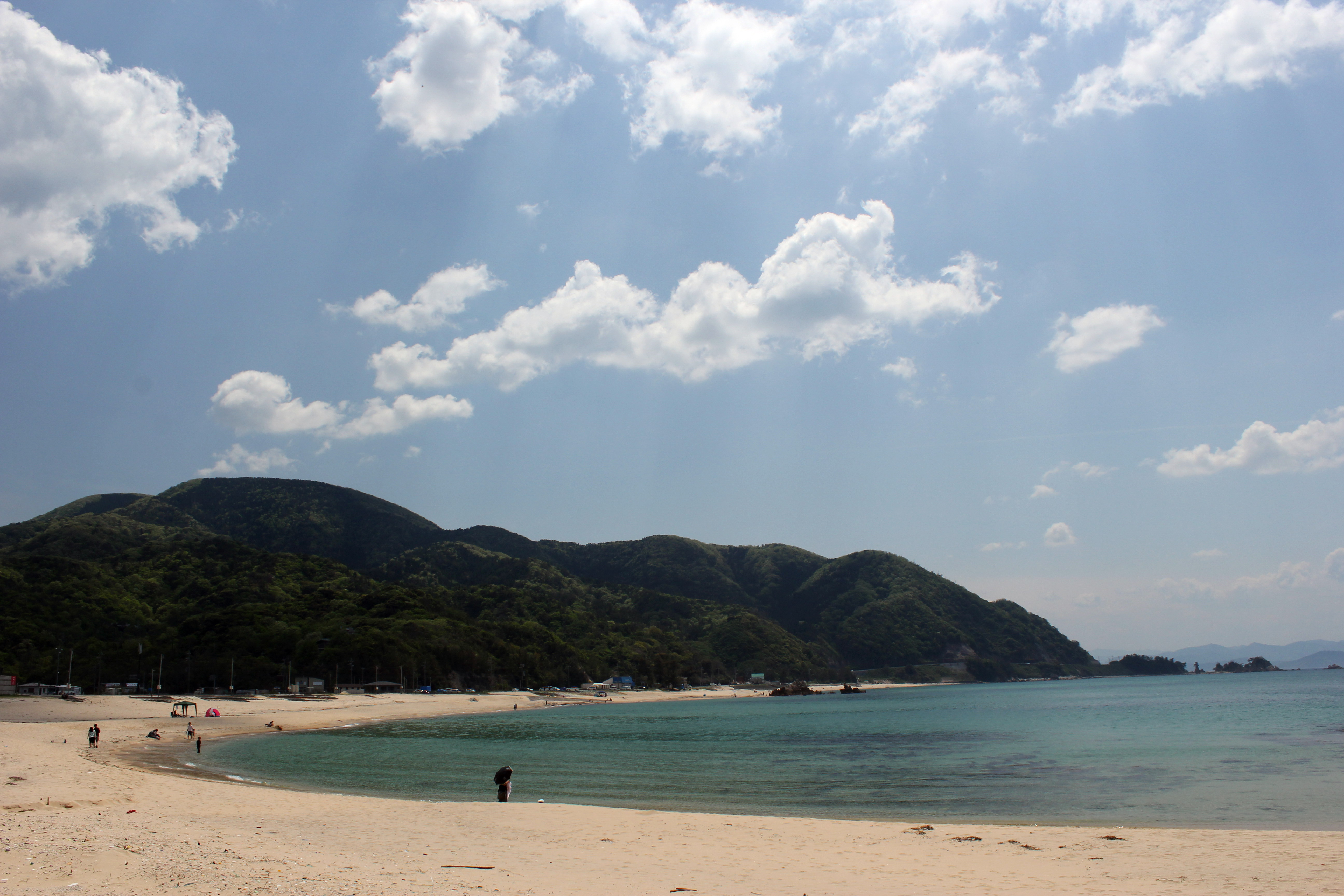
水晶浜海水浴場

### 名所・旧跡
- 国吉城 - 戦国時代に築かれた山城。続日本100名城。美浜町指定史跡。
- 青蓮寺 - 古義真言宗の寺院。木造観音菩薩立像は国の重要文化財。五百体愛染明王図は福井県指定文化財。大イチョウは美浜町指定天然記念物。涅槃図・不動明王図・十六善神図は美浜町指定文化財。青磁浮牡丹皿は美浜町指定文化財。
- 徳賞寺 - 曹洞宗の寺院。
- 龍渓院 - 若狭観音霊場3番札所。
- 瑞林寺 - 若狭観音霊場4番札所。
- 阿弥陀寺 - 若狭観音霊場5番札所。
- 興道寺廃寺跡 - 国指定史跡。
- 国吉城址 - 美浜町指定史跡。
- 口背湖遺跡 - 美浜町指定史跡。
- 乙見古墳 - 美浜町指定史跡。
- 獅子塚古墳 - 美浜町指定史跡。
- 松原遺跡
- 若狭国吉城歴史資料館 - 国吉城と佐柿の街並みを主題とする博物館。登録有形文化財の旧田辺半太夫家住宅を用いている。
- 美浜町歴史文化館

### 海水浴場
12箇所の海水浴場がある。
- 水晶浜海水浴場
- ダイヤ浜海水浴場
- 竹波海水浴場
- 菅浜海水浴場
- 丹生白浜海水浴場
- 久々子海水浴場
- 早瀬海水浴場

## 祭事・催事

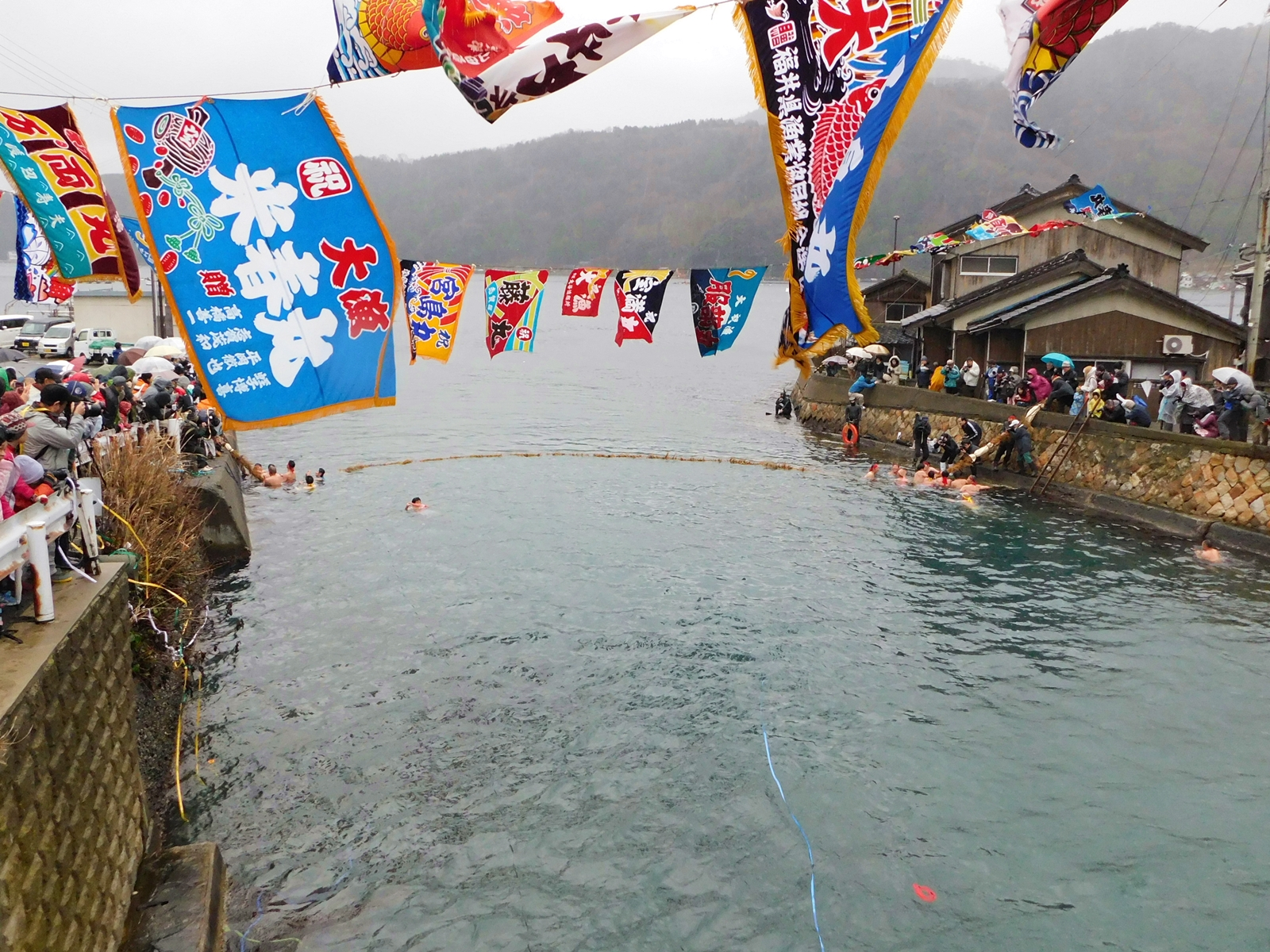
日向の水中綱引き

- 日向の水中綱引き - 国選択無形民俗文化財。
- 福井の戸祝いとキツネガリ - 国選択無形民俗文化財。
- 弥美神社例大祭と王の舞 - 福井県指定無形民俗文化財・美浜町指定無形民俗文化財。
- 精霊船送り - 福井県指定無形民俗文化財。
- 早瀬の子ども歌舞伎 - 美浜町指定無形民俗文化財。
- 早瀬の浜祭り - 美浜町指定無形民俗文化財。

## 出身有名人
- 中島泰蔵 - 実験心理学者。旧西郷村出身。
- 佐藤達次郎 - 外科医。旧西郷村金山出身。
- 山口良治 - ラグビー選手。
- 山口治太郎 - 政治家。第5代美浜町長。
- 竹長吉正 - 国語教育学者、児童文学作家、埼玉大学名誉教授。久々子出身。
- 五木ひろし - 演歌歌手。河原市出身。
- 川藤幸三 - プロ野球選手。久々子出身。
- 戸嶋秀樹 - 政治家。第6代美浜町長。
- 三好悟 - ボート選手。ロサンゼルス五輪とソウル五輪に出場。
- 竹森現紗 - 弁護士。第二東京弁護士会所属。
- 平岡海月 - アイドルグループ「日向坂46」の四期生最年長メンバー。